# Leonid Greco
Leonid Greco (Salónica, 19 de enero de 1944) es un violinista, pedagogo, compositor y director de orquesta griego, nombrado con el título de Artista Emérito de Rusia en 1995.

## Biografía
Sus estudios musicales superiores los efectuó en la ex Unión Soviética: Conservatorio Chaikovski de Moscú con el legendario violinista virtuoso Leonid Kogan.
Su larga trayectoria en Rusia como solista, preparador técnico y concertino de la Orquesta Sinfónica Estatal Académica de Moscú, dirigida por Pawel Kogan, lo llevaron a giras por toda Europa, Asia, África y Australia; además de realizar múltiples grabaciones del repertorio internacional.
En el año 1999 fundó el Dúo Greco junto a su esposa violinista Lana Greco; el dúo haría giras por Rusia, México, Colombia y Ecuador.
Su interesante labor como pedagogo ha sido muy amplia en Ecuador. Conjuntamente con la maestra Lana Greco ha desarrollado un sistema especial de enseñanza basado en su propio método denominado: Segreti e Maestria di Violino. 
En la actualidad sus alumnos se han destacado internacionalmente, obteniendo grandes logros artísticos en representación de la Escuela de Violín “GRECO”.
Es Director Artístico del Encuentro Internacional de Música Clásica CIUDAD DE LAS FLORES (EIMCCF) junto a su esposa Fundadora la Mtra. Lana Greco.

## Obras
Mostrando un gran talento en el área compositiva desde temprana edad, ha escrito numerosas obras para violín solo, para dos violines, para grupos de cámara y para Orquesta Sinfónica y Coro. Varias de sus composiciones han sido grabadas en CD: 
- 24 Caprichos para violin solo
- Oda Conclusione in D - dur  Op. 42 para orquesta de cámara y campani
- Oda Allegria, Allegria in c – moll Op.45 para orquesta sinfónica coro y piano
- Oda Vita Eterna in A – Dur Op.56 para orquesta sinfónica y campani
- Obras para violin solo y 2 violines
- Segreti e Maestria di Violino
- 12 Conciertos para 2 violines:

Concerto N.º 1 in g – moll Op. 5 Italiano para 2 violines y orquesta de cámara.
Concerto N.º 2 in g – moll Op. 10 L’Armonia d’Italia para 2 violines y orquesta de cámara.
Concerto N.º 3 in h – moll Op.11 Pastorale para 2 violines y orquesta de cámara.
Sinfonía-Concerto N.º 10 in fis – moll Op.25 Beethoven para 2 violines, campanelli y declamador.
- Datos: Q5973336
- Multimedia: Leonid Greco / Q5973336